# Erich Raeder
Erich Johann Albert Raeder (Hamburg, 24. travnja 1876. – Kiel, 6. studenoga 1960.), nacistički oligarh, mornarički vođa i Veliki Admiral. Nadređen Karlu Dönitzu.

## Životopis
Otac mu je bio ravnatelj škole. 1894. godine se pridružuje Mornarici. Godine 1912. dobiva čin šefa osoblja. Sudjelovao je u Bitci kod Dogger Banka 1915. i bitci kod Jutlanda 1916. godine.
Godine 1922. postaje kontraadmiral, a tri godine poslije je već viceadmiral. Potpuni admiral postaje 1928. godine. 20. travnja 1936., 4 dana prije svog 60-og rođendana, postaje General-admiral.
Svađao se s Göringom, jer je imao drugačije ideje o vođenju rata.
1939. postaje Veliki Admiral, prvi časnik na tom položaju od legendarnog Alfreda von Tirpitza.
Prvu polovicu 2. svjetskog rata vodio je Ratnu Mornaricu, kada ga smjenjuje Dönitz. U svibnju 1943. daje ostavku na sve dužnosti i odlazi u mirovinu.
Kao nacistički oligarh sudjelovao je na suđenju u Nürnbergu. Tamo je zbog svojih zločina osuđen na doživotni zatvor. Iz zatvora Spandau pušten je 26. rujna 1955. zbog slabog zdravlja, a 1957. je izdao autobiografiju: "Moj život".
Umro je u 84. godini života.